# Cotite Amatúnio
Cotite Amatúnio (em armênio: Կոտիտ; romaniz.: Kotit) foi um nobre armênio (nacarar) do século VI, ativo no reinado do imperador Maurício (r. 582–602), que se rebelou contra o Império Bizantino em 595/6. O intuito da rebelião infrutífera era assegurar a independência do planalto Armênio do controle imperial, mas a desunião dos conspiradores levou ao fracasso de seus planos.

## Nome
O nome Cotite (Կոտիտ, Kotit) tem origem desconhecida.

## Contexto
Em 591, o imperador Maurício (r. 582–602) aceitou ajudar Cosroes II (r. 590–628) a reaver seu trono que havia sido usurpado por Vararanes VI (r. 590–591). Com a subsequente vitória dos aliados na guerra civil que se seguiu, Cosroes foi reconduzido ao trono e concordou em finalizar a guerra em curso entre o Império Sassânida e o Império Bizantino iniciada em 572. Como consequência da paz, grande parte da Armênia sassânida e da Ibéria Ocidental foram cedidas aos bizantinos e Maurício suspendeu o tributo que anteriormente era pago aos sassânidas.

## Vida

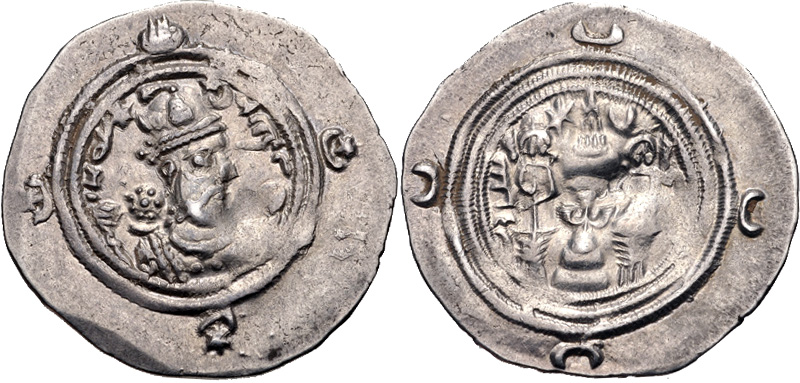
Dracma de r. cunhado em 590, ano de sua deposição

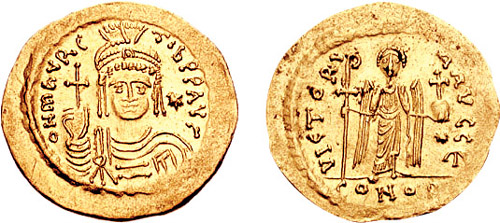
Soldo de Maurício r.

A parentela de Cotite é desconhecida, salvo que pertencia à família Amatúnio. Em 595/6, muitos nobres armênios estavam descontentes com o domínio bizantino e pretendiam rebelar-se. Cosroes II enviou o hamaracar (oficial fiscal) da Vaspuracânia com grande quantidade de tesouros carregados em camelos com o intuito de comprar a lealdade dos nobres. Samuel Vanúnio e seus companheiros Atato Corcorúnio, Mamaque Mamicônio, Estêvão Siuni, Cotite e Teodoro Atrepatuni, seguidos por dois mil cavaleiros, encontraram o oficial na fronteira com o Azerbaijão, onde capturaram o tesouro, mas pouparam sua vida. Com os recursos que conquistaram, pretendiam contratar o apoio das tribos hunas ao norte do Cáucaso para assegurarem sua independência de bizantinos e sassânidas, mas ao alcançarem Naquichevão, desentenderam-se, dividiram o tesouro e acamparam no pântano de Chauque.
Quando Cosroes soube do ocorrido, ordenou que uma carta fosse enviada a Maurício solicitando um exército para confrontá-los. Maurício respondeu enviando o general Heráclio, o Velho, que estava estacionado na Armênia, para encontrar as tropas sassânidas em Naquichevão. Os líderes dos rebeldes, exceto Atato e Samuel, optaram por se submeter aos sassânidas, sob promessas de salvo-conduto garantidas pelo hamaracar da Vaspuracânia. Cosroes convocou por carta todos os nobres que submeteram-se ao hamaracar e os instalou com suas tropas em Ispaã. Pouco depois, Cotite caiu em desgraça com Cosroes II, que ordenou que fosse assassinato enquanto viajava com uma mensagem para Nísibis. Suas tropas iriam ser eventualmente incorporadas nos exércitos de Bestã, que estava se rebelando contra o xainxá.